# USS LST-758
O USS LST-758 foi um navio de guerra norte-americano da classe LST que operou durante a Segunda Guerra Mundial.